# ستيفن هيوز
ستيفن هيوز (بالإنجليزية: Stephen Hughes)‏ (و. 1976  م) هو لاعب كرة قدم، من المملكة المتحدة، ولد في ريدنج، يلعب كلاعب وسط.

## روابط خارجية
- ستيفن هيوز على موقع قاعدة بيانات كرة القدم.إي يو (الإنجليزية)
- ستيفن هيوز على موقع Soccerbase.com (لاعب) (الإنجليزية)
- ستيفن هيوز على موقع عالم كرة القدم.نت (الإنجليزية)